# فلادو جاغوديتش
فلادو جاغوديتش هو مدرب كرة قدم ولاعب كرة قدم بوسني في مركز الهجوم، ولد في 22 مارس 1964 في غراديسكا في البوسنة والهرسك. لعب مع نادي بوراتس بانيا لوكا.